# Associazione Sportiva Jesi 1933-1934
Questa pagina raccoglie i dati riguardanti l'Associazione Sportiva Jesi nelle competizioni ufficiali della stagione 1933-1934.

## Rosa
| N. |                   | Ruolo | Calciatore     |
| -- | ----------------- | ----- | -------------- |
|    | Italia (bandiera) | A     | Bruno Bianchi  |
|    | Italia (bandiera) | C     | Ermanno Bugari |
|    | Italia (bandiera) | D     | Gino Cardinali |
|    | Italia (bandiera) | A     | Bruno Croci    |
|    | Italia (bandiera) | C     | Giannini       |
|    | Italia (bandiera) | D     | Igino Giorgi   |
|    | Italia (bandiera) | C     | Aldo Longhi    |

| N. |                   | Ruolo | Calciatore         |
| -- | ----------------- | ----- | ------------------ |
|    | Italia (bandiera) | C     | Mario Maggi        |
|    | Italia (bandiera) | D     | Alberto Mantini    |
|    | Italia (bandiera) | D     | Annibale Presenti  |
|    | Italia (bandiera) | P     | Guglielmo Sgardi   |
|    | Italia (bandiera) | A     | Filippo Testa      |
|    | Italia (bandiera) | A     | Giordano Udovicich |